# Preußischer Feldzug von 1812

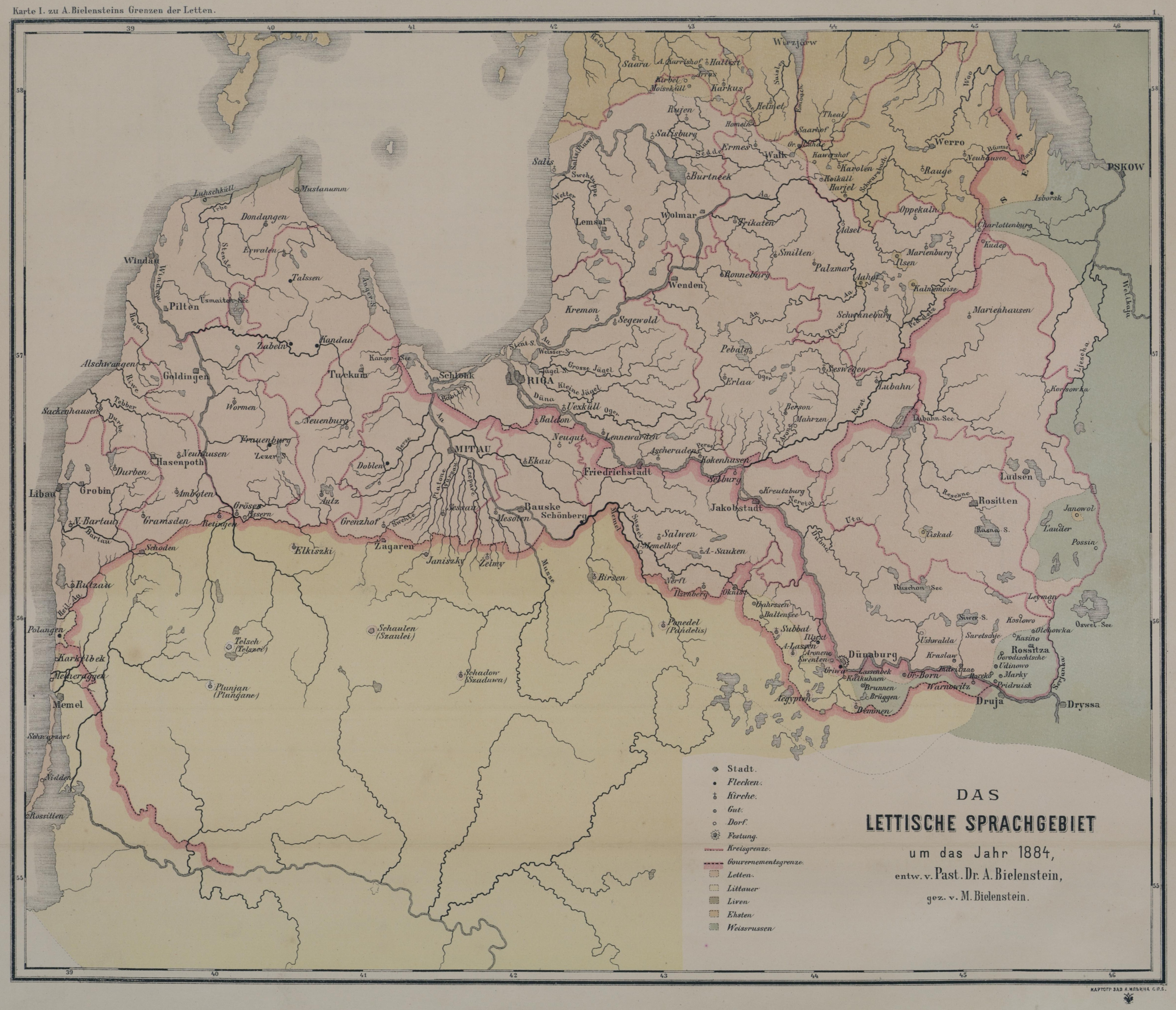
Übersichtskarte des Gefechtsgebietes von 1812

Der preußische Feldzug von 1812 in Kurland war als Flankenschutz für die Napoleonische Grande Armée auf dem Weg nach Moskau geplant. Die Preußen waren dabei ein Teil des französischen 10. Armeekorps. Doch sie waren alles andere als willig in diesen Feldzug gegangen, der darin gipfelte, dass sich der Oberkommandierende General Yorck absichtlich in eine Situation manövrierte, die es ihm letztlich erlaubte, ohne Verlust seiner Ehre mit der Konvention von Tauroggen die preußischen Truppen für neutral zu erklären und so Tatsachen zu schaffen, die letztlich in den Vertrag von Kalisch (28. Februar 1813) und die Befreiungskriege gegen den französischen Kaiser Napoleon mündeten.

## Vorgeschichte
Nach den preußischen Niederlage gegen Frankreich im Vierten Koalitionskrieg musste Preußen in den Pariser Verträgen ein Hilfskorps zugestehen. Als Napoleon beschloss in Russland einzumarschieren, waren fünf Angriffsspitzen vorgesehen:
An der unteren Düna soll ein Korps von 30.000 Mann unter Marschall MacDonald die Festung Riga beobachten. An der mittleren Düna soll ein 40.000 Mann starkes Korps unter Oudinot (später durch St.Cyr und 25.000 Mann verstärkt) gegen das Korps Wittgenstein vorgehen.
Weiter im Süden bei den Prypjatsümpfe sollte ein Korps unter Reynier und Schwarzenberg gegen das Korps Tormassow und die Moldauarmee unter Tscherbatow kämpften. Der General Dombrowski sollte mit ca. 10.000 Mann Bobruisk beobachten sowie den General Hertel, der mit 12.000 Mann bei Mozyr ein Reservekorps bildete.
In den Flanken durch die 4 Korps geschützt wollte Napoleon im Zentrum direkt mit seiner 300.000 Mann starken Armee nach Moskau marschieren.

### Vorbereitungen
Das preußische Korps sollte 14.000 Mann Infanterie, 4.000 Mann Kavallerie sowie 2.000 Mann Artillerie mit 60 Geschützen umfassen. Am 6. März 1812 erfolgte der Mobilmachungsbefehl. Die Aussicht eines Feldzuges mit den Franzosen stieß bei einigen Offizieren auf offenen Widerstand, diese forderten und erhielten ihren Abschied und schlossen sich u. a. der Kings German Legion an. Von jeder der Sechs Brigaden wurden 3 Bataillone und 4 Eskadrons mobilisiert.
Das preußische Hilfskorps stand unter dem Kommando des Generals von Grawert und bildete mit der französischen 7. Division unter General Grandjean das 10. Armeekorps unter Marschall MacDonald. Die beiden Dragoner-Regiment und das 3. Husaren-Regiment blieben beim preußischen Hilfskorps, das 1. Husaren-Regiment kam zur Division Grandjean während das 2. Husaren-Regiment und als Ulanen-Regiment der Grande Armée zugeschlagen wurde. Als 2. Kommandeur des Korps wurde der General Yorck bestimmt, die Kavallerie wurde von Generalleutnant von Massenbach befehligt. Das 10. Korps sammelte sich am 22. Juni bei Tilsit und bildete den äußersten linken Flügel der Armee. Dem 10. Korps gegenüber standen 15.000 Mann bei Riga unter General von Essen, das Korps bestand aber fast nur aus Rekruten und Reservisten. Ein Teil des Korps unter dem General Löwis stand bei Mitau.

## Juni 1812 – Einmarsch
Am 28. Juni 1812 überschritt das 10. Korps bei Tauroggen die Grenze. Anfang Juli gab es einige Geplänkel und der General Löwis zog sich hinter das Flüsschen Eckau zurück. Am 19. Juli kam es zum Gefecht bei Eckau. General Grawert marschierte gegen Mitau und machte östlicher der Stadt den Übergang über den Nimeneck bei Bauske. Ein Trupp von 4 Schwadron Dragoner und einer Halben Batterie unter Oberst von Roeder ging voran, um gemeldete Kosakenverbände zu zerstreuen. Bei einem Gefecht gerieten ein russischer Offizier und 20 Kosaken in Gefangenschaft zudem wurde starkes Korps nördlich von Eckau erkannt. Daraufhin wurde dem General von Kleist befohlen, das Dorf Eckau zu besetzen. Das 2. Dragoner-Regiment konnte eine Fahne erbeuten, musste sich aber nach dem Gegenangriff wieder zurückziehen. Mit Beginn der Dunkelheit zogen sich die Russen gegen Riga zurück. Die preußische Infanterie traf beim Vorrücken auf die Besatzung des Schlosses Eckau, dieser gelang es aber sich bis Mitau durchzuschlagen.
Das preußische Hilfskorps rückte weiter Richtung Riga vor, wo es am 24. Juli Stellung bezog. Den rechte Flügel bildete der Oberst von Horn bei Dahlenkirchen an der Düna, eine andere Abteilung stand unter Oberst Jeanneret dann der Küste bei Schlock. General Yorck stand seiner Zeit noch bei Memel.

## August 1812
Als die Russen am 5. August 1812 bei Schlock angriffen, mussten sich die Preußen zurückziehen. Am 7. August erfolgte der Gegenangriff, es kam zu Gefechten bei Wollgund und Kliewenhof und die Russen zogen sich wieder nach Riga zurück, Schlock konnte wieder besetzt werden. Yorck erreichte am 8. August Mitau und erhielt vom schwer kranken Grawert das Oberkommando.
Am 22. August erfolgte ein russischer Angriff auf den rechten Flügel der Preußen bei Dahlenkirchen und Olai, gleichzeitig auf den linken Flügel bei Schlock und St.Annen. Auf dem rechten Flügel wurde der Oberst Horn völlig überrascht, nach einige Gegenwehr musste er sich zurückziehen. Letztlich konnten die Preußen die Angriffe stoppen, aber Dahlenkirchen wurde aufgeben, da nicht zu verteidigen.

## September 1812
Am 23. September 1812 erreichten 10.500 Mann mit dem General Steinheil aus Finnland die Festung Riga, mit dem Auftrag das Belagerungsgerät der Preußen unschädlich zu machen. Bereits am 26. September erfolgte ein Angriff gegen den rechten Flügel, wo das Gerät stand. Dieser wurde aber abgeschlagen. Angesichts der Übermacht beschloss Yorck abzuziehen. Beim Überqueren der Eckau wurde das Korps unter Massenbach beschossen und verlor 200 Mann an Toten und Verwundeten. Anschließend bezog es ein Biwak bei Bauske.
Am 28. räumte Yorck Bauske und Mitau. Der Oberst Hünerbein wurde mit seiner Brigade von Friedrichstadt an der Düna zurückgezogen, aber auch die Verstärkung unter General Kleist war mit drei Bataillonen und einer halben Batterie angekommen. Das nutzte der General Yorck zu einem Gegenangriff. Am späten Nachmittag des 29. September überschritten die Preußen die Kurländische Aa bei Mesothen und Gräfenthal, nach einem heftigen Kämpfen zogen sich die Russen zurück.
Am 30. traf der Oberst Jeanneret auf die russische Nachhut. Nach schweren Gefechten mussten sich die Russen unter Verlusten zurückziehen. Durch den Erfolg wurde die russische Stellung bei Sallgallen unhaltbar, was nun durch General Kleist besetzt wurde. Sobald Yorck die die Lage überblickte, ließ es am 1. Oktober die Vorhut unter Jeanneret Aa an der Garosse angreifen, die Hauptmacht ging aber gegen Mitau vor. Der Vorhut gelang unter dem Oberstleutnant Wahlen-Jürgaß zunächst die feindliche Kavallerie zu überraschen und über die Garosse zu vertreiben. Bei einer Brücke hatte die feindliche Infanterie den Garossenkrug sowie einige Gehöfte besetzt und brachte die Preußen in Bedrängnis, erst als der Haupttrupp unter Hünerbein ankam konnte man die Infanterie über die Garosse vertreiben. Inzwischen hatten die Russen Mitau geräumt, und Jeanneret traf nur auf die Nachhut, während der Haupttrupp nach Riga zurückging.

## Oktober–November 1812
In der Zwischenzeit war MacDonald mit Teilen der 7. Division zur Unterstützung gekommen, erreichte die Preußen aber erst am 6. Oktober Mitau. Der Marschall war mit Yorcks Stellung nicht einverstanden und ordnete wieder eine ausgedehntere Stellung an. Das nutzen die Russen für Plänkeleien und kleinere Angriffe. MacDonald musste Yorcks Taktik folgen und zog die Truppen wieder zusammen. Insgeheim hatten der neue russische Gouverneur Paulucci und Yorck bereits im Oktober Kontakt aufgenommen. Am 11. November erschien der französische General Bachelu in Eckau, am 14. November auch Marschall MacDonald mit dem Auftrag am 15. einen Vorstoß gegen Riga zu unternehmen. Es gab kleinere Gefechten und Dahlenkirchen wurde besetzt. Da die feindlichen Truppen sich zahlreich zeigten, kehrte man am 18. November zunächst nach Tomosza zurück und erreichte am 21. Eckau.
Ab Mitte November brachte große Kälte die Preußen und vor allem die Sachsen in Schwierigkeiten, denn ihre Bekleidung war verbraucht und konnte nicht ersetzt werden. Ende November erreichte eine Ladung von 3500 Pelzen die Truppe, so dass die ärgsten Probleme gelöst werden konnten.
Am 26. November fragt Paulucci bei Zaren um eine Verhandlungsvollmacht an.

## Dezember 1812
Anfang Dezember erreichte die Meldung vom Rückzug der Großen Armee die Truppe. MacDonald erhielt den Befehl, sich mit dem 10. Korps über die Memel zurückzuziehen. Der Hauptteil seiner Kavallerie bildete die Vorhut, dann sollte Grandjean, dann Massenbach und zuletzt Yorck abrücken. Noch am 5. Dezember schickte General Yorck seinen Adjutanten von Seydlitz nach Berlin, um über die Lage zu berichten.
Kutusow hatte währenddessen den Plan, MacDonald in Richtung Ostsee zu drängen. Von Riga folgte ein Korps von ca. 9000 Mann, ein Detachement zog gegen Memel. Am 22. Dezember besetzte Kutusow Wilna und schickte den General von Diebitsch mit 1200 Pferden, 120 Mann und einer halben reitenden Batterie voraus. Er traf auf Yorck, der bereits mit dem Gouverneur Paulucci verhandelt hatte. Yorck nutzte die Gelegenheit und verhandelte mit Diebitsch die Konvention von Tauroggen. Die preußische Kavallerie stand aber noch bei MacDonald, der sich bis nach Tilsit zurückgezogen hatte. Am 26. Dezember traf der General Bachelu bei Piktupönen auf den russischen General Wlastaw (Laskow). In diesem letzten Gefecht gelang es unter anderen 3 Eskadrons Dragoner und 2 Eskadron Husaren unter Oberstleutnant von Treskow ein Bataillon gefangen zu nehmen und eine Kanone zu erobern. Am 30. Dezember 1812 wurde die Konvention von Tauroggen geschlossen, womit das preußische Korps neutralisiert wurde.